# Cratere Eurymachus
Eurymachus è un cratere sulla superficie di Teti.